# HD 155875
HD 155875，又名CP-69 2715，SAO 253870、HR 6400，是一颗恒星，视星等为6.53，位于銀經322.26，銀緯-18.11，其B1900.0坐标为赤經17h 9m 6.4s，赤緯-69° -18.11′ 49″。